# Charles Clyde Ebbets
Charles Clyde Ebbets (Gadsden, 18 de agosto de 1905 — 14 de julho de 1978) foi um fotógrafo americano a quem se atribui a fotografia icônica Lunch atop a Skyscraper (1932).

## Biografia
Ebbets nasceu em 18 de agosto de 1905 em Gadsden, Alabama, filho de Samuel, fabricante de tambores, e Minnie Ebbets. Ele comprou sua primeira câmera aos oito anos. Ele se casou com Josephine Ward em 1 de setembro de 1928 em Broward, Flórida. Sua segunda esposa foi Mary Green, com quem ele teve um filho, Charles. Sua terceira esposa foi Laurie Chase, com quem se casou em 1938.

## Início de carreira
Ebbets começou sua carreira nos anos 1920 em St. Petersburg, Flórida, como fotógrafo. Ele acabou se envolvendo em trabalhos de cinema, tanto em frente quanto atrás da câmera. Em 1924, ele teve um breve período como ator, desempenhando o papel de um caçador africano conhecido como "Wally Renny" em vários filmes. Ao longo da década de 1920, Ebbets tinha muitos outros trabalhos, incluindo piloto, caçador, lutador, entre outras atividades. Ele também foi o fotógrafo oficial da equipe de Jack Dempsey, fotógrafo da equipe do Miami Daily News e fotógrafo freelancer.
Em 1927 Ebbets fez a primeira tentativa para percorrer a totalidade da estrada de terra de Miami até Tampa, chamada de " Tamiami Trail". Ebbets foi escolhido para ser um dos três homens que fizeram a viagem em virtude de seu amplo conhecimento da região e da vida selvagem e sua capacidade com uma câmera para documentar a aventura dos jornais e da Essex Motor Company, que patrocinou a viagem e o carro. As fotos de seu sucesso foram realizadas em jornais de todo o país.

## Almoço no topo de um arranha-céu

Lunch atop a Skyscraper, 1932.

Na década de 1930, Ebbets era um fotógrafo conhecido e tinha trabalhos publicados nos principais jornais de todo o país, incluindo o The New York Times. Em 1932, Ebbets foi nomeado diretor fotográfico para o desenvolvimento do Rockefeller Center. Em 29 de setembro de 1932, ele tirou a foto Almoço no topo de um arranha-céu (Lunch atop a Skyscraper), que retrata onze homens sentados em uma viga a almoçar, os pés pendendo das vigas a centenas de metros acima das ruas de Nova York. A foto foi tirada no 69º andar do prédio da RCA nos últimos meses de construção. Foi postulado que vários fotógrafos colaboraram nas filmagens, no entanto, a família Ebbets produziu registros escritos verificados da autoria de Ebbets, incluindo recibos originais no papel timbrado profissional da Ebbets mostrando seu faturamento pelo trabalho feito nas filmagens, um negativo original de vidro Ebbets no trabalho naquele dia na viga adjacente aos trabalhadores, outras imagens originais tiradas por Ebbets durante seu trabalho no Rockefeller Center, fotos da imagem exibida no escritório da Ebbets no Rockefeller Center, bem como cópias do artigo original de 1932 mostrando a famosa foto que foi encontrada em sua página de recados pessoal. Todos esses documentos de apoio à autoria de Ebbets foram verificados independentemente por pesquisadores profissionais, advogados de propriedade intelectual e investigadores particulares. Durante a circulação mundial da foto nos últimos 20 anos, nenhum outro fotógrafo nem o espólio de um fotógrafo jamais reivindicou a autoria da famosa imagem.

## Carreira posterior
Em 1933, Ebbets voltou para a Flórida, onde ele iria morar e trabalhar pelo resto de sua vida. Seus interesses agora estavam focados no excitante crescimento do turismo no estado, nos únicos índios Seminole e na vasta extensão de natureza intocada nos Everglades. Em 1935, Ebbets tornou-se o primeiro fotógrafo oficial da Associated Press no estado. Naquele mesmo ano, suas fotos do infame furacão 1935 do Dia do Trabalho que devastou as Florida Keys foram distribuídas em todo o mundo. Durante essa época, ele também fundou a Miami Press Photographers Association e foi seu primeiro presidente.
Seu extenso conhecimento dos Everglades e proximidade com as pessoas da região levaram a uma amizade única com muitos dos membros da tribo indígena Seminole. Com o tempo, ele contou muitos dos líderes tribais entre seus amigos pessoais e teve acesso sem precedentes às aldeias e campos para documentar suas vidas em fotos. Em 1938, ele foi o primeiro homem branco a ter permissão para testemunhar sua sagrada Dança do Milho Verde e teve permissão para fotografar o evento inteiro de uma semana. Muitas dessas imagens foram vistas nas páginas de jornais de todo o país, e essa extensa coleção continua sendo uma das melhores do mundo.
Na década seguinte, Ebbets continuou suas viagens e aventuras dentro e fora de casa, e fraturou a coluna enquanto tirava fotos nos Everglades, uma lesão que o manteve fora do exército durante a Segunda Guerra Mundial. No entanto, como era piloto licenciado e fotógrafo, serviu como adido dos Serviços Especiais do Corpo Aéreo do Exército e depois seria designado para o Instituto Aeronáutico Embry-Riddle, que estava treinando as Forças Aéreas Reais Americana e Britânica. Durante a guerra, ele documentou todas as fases de desenvolvimento de base e treinamento de pessoal na Flórida e passou um tempo na América do Sul trabalhando sob o General "Hap" Arnold, que supervisionou o treinamento de pilotos americanos e britânicos em bases no Brasil.
Ebbets retornou à sua casa em Miami no final da Segunda Guerra Mundial e seria um dos três fundadores do Bureau de Publicidade da Cidade de Miami. Nos 17 anos seguintes, ele foi o fotógrafo-chefe da cidade de Miami. Durante esse período, Ebbets expandiu sua coleção de aves e imagens da vida selvagem de Everglades e documentaria o crescimento de Miami como uma meca do setor turístico. Ele foi pioneiro na criação de algumas das primeiras fotos de pin-ups que anunciaram Miami como uma pausa no inverno para a aventura e o clima quente entre belas paisagens e pessoas, numa ação de marketing da cidade. Suas fotografias apareceram no Miami Daily News, no New York Times, na National Geographic, no Outdoors Unlimited, no Field &amp; Stream, no Popular Boating, na US Camera, Outdoor Life, na Look Magazine, Popular Photography (a edição de junho de 1938 apresentou um resumo sobre o Ebbets e seu trabalho) e outros.
Ao longo da década de 70, Ebbets continuou a fotografar a vida na região sul da Flórida. Em 14 de julho de 1978, com a idade de 72 anos, Ebbets morreu de câncer. Na época de sua morte, ele tinha mais de 300 imagens publicadas nacionalmente. 
Em 2003, ele foi homenageado na Photo East Expo realizada no Javits Center, em Nova York, pela Corbis, que tem pelo menos 21 das fotos da Ebbets em sua coleção. Atualmente, sua filha criou um site de algumas de suas imagens que podem ser vistas no EbbetsPhoto-Graphics.com e está arquivando e restaurando sua vasta coleção de fotos para ser incluída em um livro sobre sua vida e obra.